# Polythysana cinerascens
Polythysana cinerascens là một loài bướm đêm thuộc họ Saturniidae. Loài này có ở Chile.
Ấu trùng ăn Lithraea caustica.